# Бютгенбах
Бютгенбах (на немски: Bütgenbach) е селище в Югоизточна Белгия, окръг Вервие на провинция Лиеж. Населението му е около 5600 души (2006).